# Ginástica nos Jogos Olímpicos de Verão de 2012
As competições de ginástica nos Jogos Olímpicos de Verão de 2012 foram disputadas entre 28 de julho e 7 de agosto em Londres. A ginástica nas Olimpíadas é disputada em três modalidades: ginástica artística, ginástica rítmica e ginástica de trampolim. Os eventos de ginástica artística e de trampolim foram realizados na North Greenwich Arena e a ginástica rítmica na Arena de Wembley.

## Calendário
| Julho/Agosto           | 27 | 28 | 29 | 30 | 31 | 1 | 2 | 3 | 3 | 4 | 4 | 5 | 6 | 7 | 8 | 9 | 10 | 11 | 12 |
| ---------------------- | -- | -- | -- | -- | -- | - | - | - | - | - | - | - | - | - | - | - | -- | -- | -- |
| Ginástica artística    |    |    |    | 1  | 1  | 1 | 1 |   |   |   |   | 3 | 3 | 4 |   |   |    |    |    |
| Ginástica rítmica      |    |    |    |    |    |   |   |   |   |   |   |   |   |   |   |   |    | 1  | 1  |
| Ginástica de trampolim |    |    |    |    |    |   |   |   | 1 |   | 1 |   |   |   |   |   |    |    |    |

|  | Dia de competição |  | Dia de final |

## Eventos
Ginástica artística

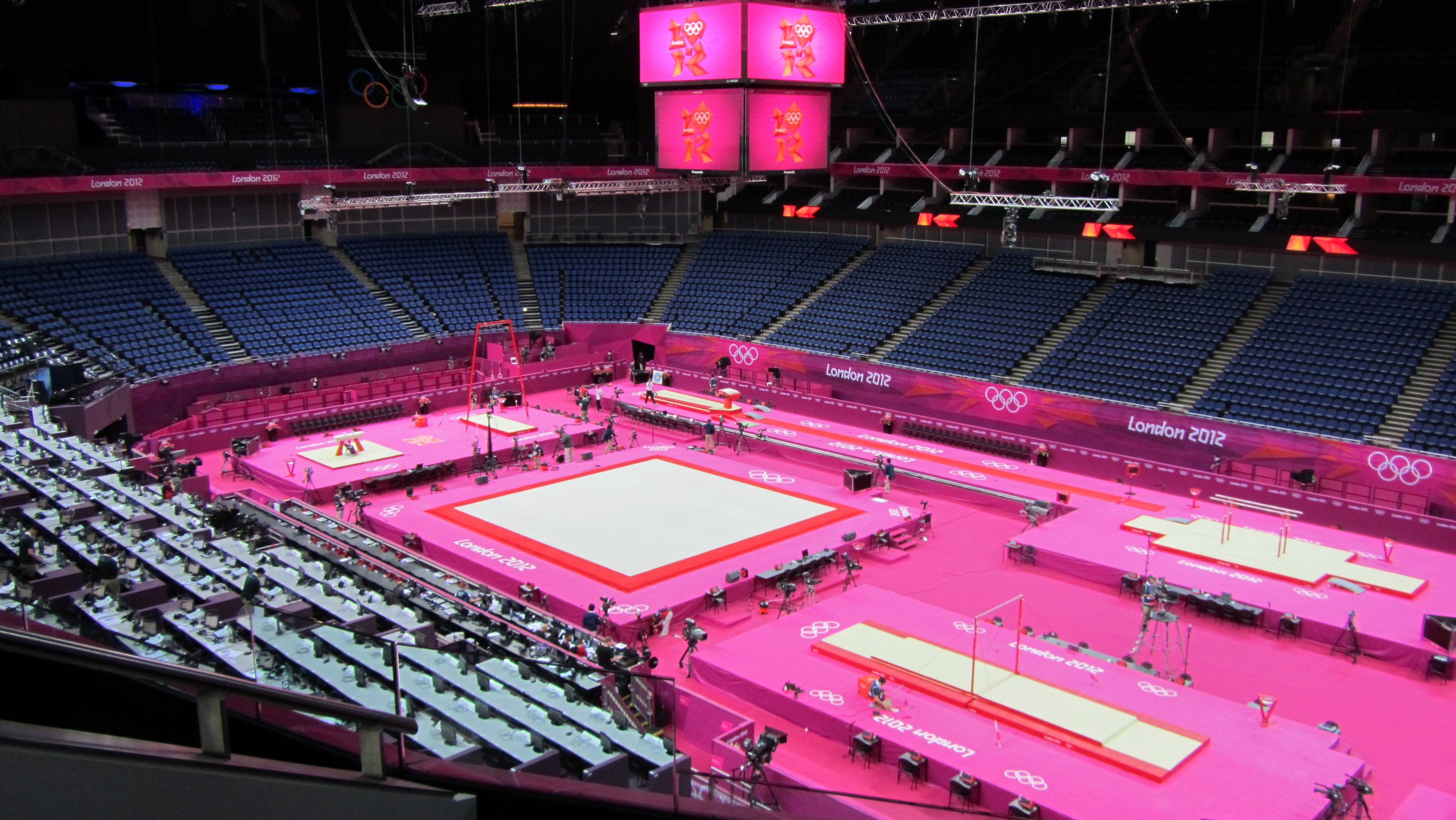
North Greenwich Arena recebeu as competições de ginástica artística e de trampolim.

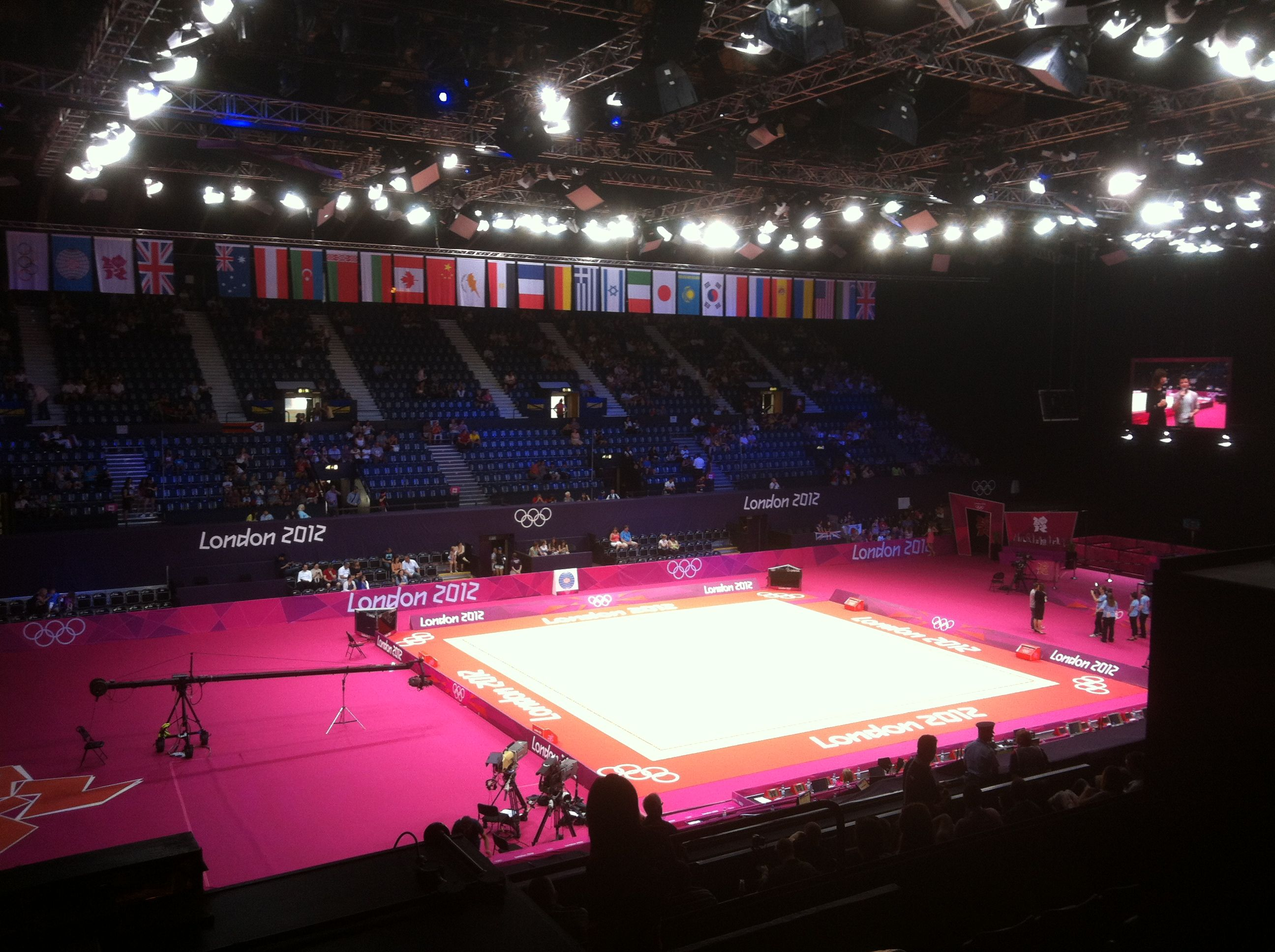
Arena Wembley foi sede da ginástica rítmica em Londres.

Quatorze conjuntos de medalhas foram concedidas nos seguintes eventos:
- Individual geral masculino
- Equipes masculino
- Solo masculino
- Barra fixa
- Barras paralelas
- Cavalo com alças
- Argolas
- Salto sobre a mesa masculino
- Individual geral feminino
- Equipes feminino
- Trave
- Solo feminino
- Barras assimétricas
- Salto sobre a mesa feminino

Ginástica rítmica
Dois conjuntos de medalhas foram concedidas nos seguintes eventos:
- Individual geral
- Grupos

Ginástica de trampolim
Dois conjuntos de medalhas foram concedidas nos seguintes eventos:
- Individual masculino
- Individual feminino

## Medalhistas

### Artística
Masculino
| Evento                    | Ouro                                                               | Prata                                                                            | Bronze                                                                             |
| ------------------------- | ------------------------------------------------------------------ | -------------------------------------------------------------------------------- | ---------------------------------------------------------------------------------- |
| Equipes detalhes          | Chen Yibing Feng Zhe Guo Weiyang Zhang Chenglong Zou Kai CHN China | Ryohei Kato Kazuhito Tanaka Yusuke Tanaka Kohei Uchimura Koji Yamamuro JPN Japão | Sam Oldham Daniel Purvis Louis Smith Kristian Thomas Max Whitlock GBR Grã-Bretanha |
| Individual geral detalhes | Kohei Uchimura JPN Japão                                           | Marcel Nguyen GER Alemanha                                                       | Danell Leyva USA Estados Unidos                                                    |
| Salto detalhes            | Yang Hak-seon KOR Coreia do Sul                                    | Denis Ablyazin RUS Rússia                                                        | Ihor Radivilov UKR Ucrânia                                                         |
| Solo detalhes             | Zou Kai CHN China                                                  | Kohei Uchimura JPN Japão                                                         | Denis Ablyazin RUS Rússia                                                          |
| Cavalo com alças detalhes | Krisztián Berki HUN Hungria                                        | Louis Smith GBR Grã-Bretanha                                                     | Max Whitlock GBR Grã-Bretanha                                                      |
| Barras paralelas detalhes | Feng Zhe CHN China                                                 | Marcel Nguyen GER Alemanha                                                       | Hamilton Sabot FRA França                                                          |
| Argolas detalhes          | Arthur Zanetti BRA Brasil                                          | Chen Yibing CHN China                                                            | Matteo Morandi ITA Itália                                                          |
| Barra fixa detalhes       | Epke Zonderland NED Países Baixos                                  | Fabian Hambüchen GER Alemanha                                                    | Zou Kai CHN China                                                                  |

Feminino
| Evento                       | Ouro                                                                                           | Prata                                                                                        | Bronze                                                                               |
| ---------------------------- | ---------------------------------------------------------------------------------------------- | -------------------------------------------------------------------------------------------- | ------------------------------------------------------------------------------------ |
| Equipes detalhes             | Jordyn Wieber Alexandra Raisman McKayla Maroney Gabrielle Douglas Kyla Ross USA Estados Unidos | Viktoria Komova Aliya Mustafina Anastasia Grishina Ksenia Afanasyeva Maria Paseka RUS Rússia | Cătălina Ponor Diana Bulimar Diana Chelaru Larisa Iordache Sandra Izbaşa ROU Romênia |
| Individual geral detalhes    | Gabrielle Douglas USA Estados Unidos                                                           | Viktoria Komova RUS Rússia                                                                   | Aliya Mustafina RUS Rússia                                                           |
| Salto detalhes               | Sandra Izbaşa ROU Romênia                                                                      | McKayla Maroney USA Estados Unidos                                                           | Maria Paseka RUS Rússia                                                              |
| Solo detalhes                | Alexandra Raisman USA Estados Unidos                                                           | Cătălina Ponor ROU Romênia                                                                   | Aliya Mustafina RUS Rússia                                                           |
| Trave detalhes               | Deng Linlin CHN China                                                                          | Sui Lu CHN China                                                                             | Alexandra Raisman USA Estados Unidos                                                 |
| Barras assimétricas detalhes | Aliya Mustafina RUS Rússia                                                                     | He Kexin CHN China                                                                           | Elizabeth Tweddle GBR Grã-Bretanha                                                   |

### Rítmica
| Evento                    | Ouro | Prata | Bronze |
| ------------------------- | --- | --- | --- |
| Grupos detalhes           | Ksenia Dudkina Alina Makarenko Uliana Donskova Anastasia Bliznyuk Karolina Sevastyanova Anastasia Nazarenko RUS Rússia | Maryna Hancharova Anastasia Ivankova Nataliya Leshchyk Aliaksandra Narkevich Ksenia Sankovich Alina Tumilovich BLR Bielorrússia | Elisa Blanchi Romina Laurito Marta Pagnini Elisa Santoni Anzhelika Savrayuk Andreea Stefanescu ITA Itália |
| Individual geral detalhes | Yevgeniya Kanayeva RUS Rússia                                                                                          | Daria Dmitrieva RUS Rússia | Liubov Charkashyna BLR Bielorrússia                                                                       |

### Trampolim
| Evento             | Ouro                           | Prata                     | Bronze                |
| ------------------ | ------------------------------ | ------------------------- | --------------------- |
| Masculino detalhes | Dong Dong CHN China            | Dmitry Ushakov RUS Rússia | Lu Chunlong CHN China |
| Feminino detalhes  | Rosannagh MacLennan CAN Canadá | Huang Shanshan CHN China  | He Wenna CHN China    |

## Quadro de medalhas
| Ordem | País               | Medalha de ouro | Medalha de prata | Medalha de bronze |    |
| ----- | ------------------ | --------------- | ---------------- | ----------------- | -- |
| 1     | CHN China          | 5               | 4                | 3                 | 12 |
| 2     | RUS Rússia         | 3               | 5                | 4                 | 12 |
| 3     | USA Estados Unidos | 3               | 1                | 2                 | 6  |
| 4     | JPN Japão          | 1               | 2                |                   | 3  |
| 5     | ROU Romênia        | 1               | 1                | 1                 | 3  |
| 6     | BRA Brasil         | 1               |                  |                   | 1  |
|       | CAN Canadá         | 1               |                  |                   | 1  |
|       | HUN Hungria        | 1               |                  |                   | 1  |
|       | KOR Coreia do Sul  | 1               |                  |                   | 1  |
|       | NED Países Baixos  | 1               |                  |                   | 1  |
| 11    | GER Alemanha       |                 | 3                |                   | 3  |
| 12    | GBR Grã-Bretanha   |                 | 1                | 3                 | 4  |
| 13    | BLR Bielorrússia   |                 | 1                | 1                 | 2  |
| 14    | ITA Itália         |                 |                  | 2                 | 2  |
| 15    | FRA França         |                 |                  | 1                 | 1  |
|       | UKR Ucrânia        |                 |                  | 1                 | 1  |
| TOTAL | TOTAL              | 18              | 18               | 18                | 54 |